# Magia do caos

A caosfera ou estrela do caos, é o símbolo mais popular na Magia do Caos, outras variantes também existem.

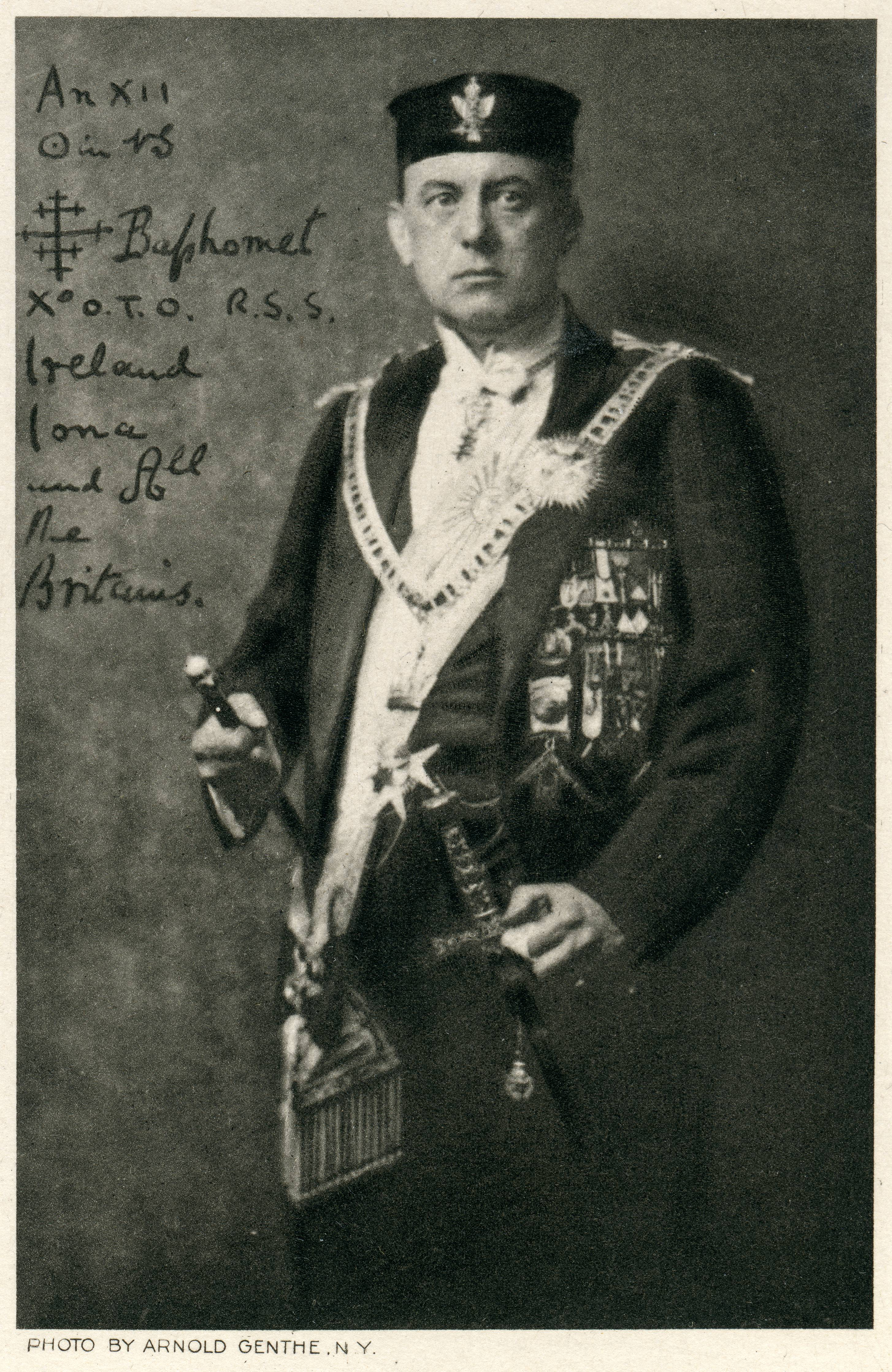
Aleister Crowley, sob traje de alto grau da OTO (Ordo Templi Orientis)

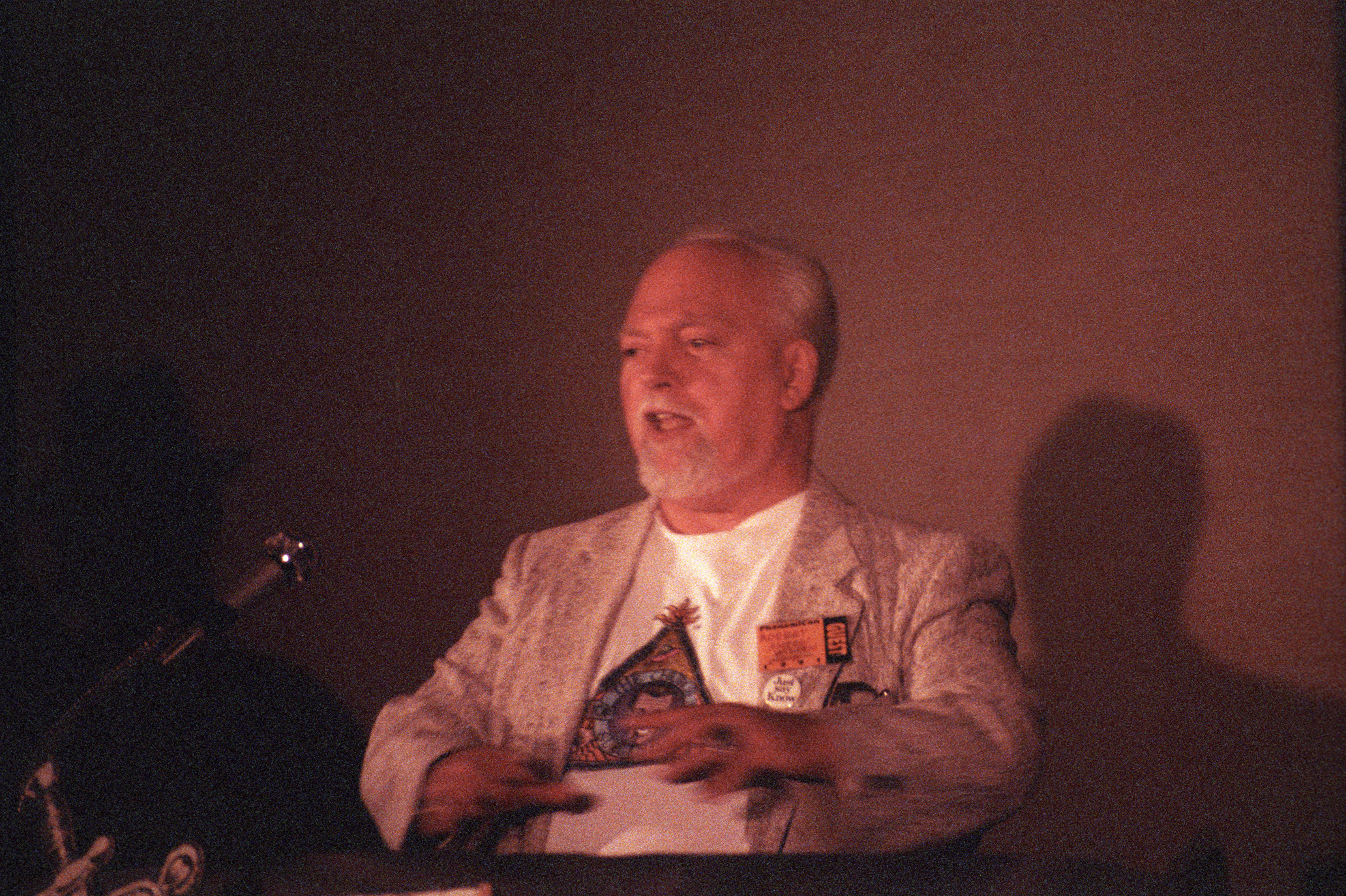
Robert Anton Wilson

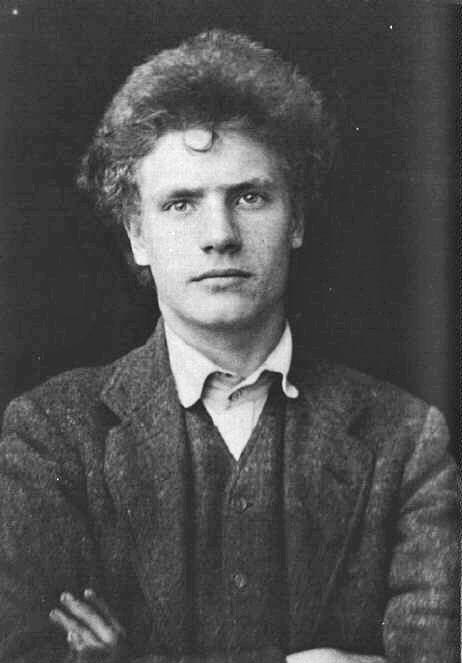
Austin Osman Spare

Yin-Yang

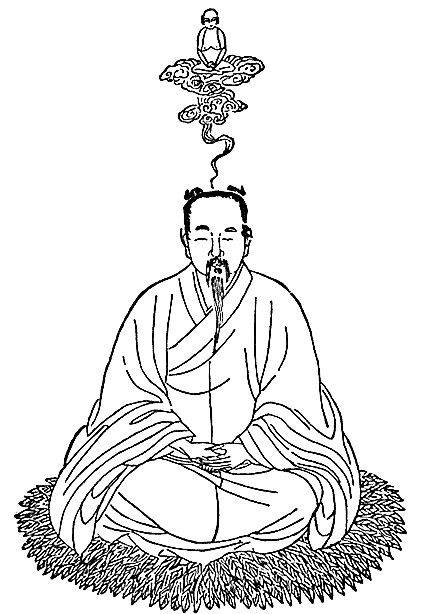
psiconauta

O conceito de Magia do Caos (derivado diretamente do Caoísmo) é relativamente recente, tendo origem em West Yorkshire, na Inglaterra, nos anos 70 do século XX. Influenciada pelas práticas Thelêmicas de Aleister Crowley e Austin Osman Spare, a Magia do Caos é primeiramente uma prática que abrange diversos sistemas mágicos. Trata-se de uma das tendências modernas em ocultismo, construída com base na rejeição de qualquer forma de dogmatismo e a primazia da experiência mágica pessoal (que pode, por outro lado, incluir sistemas existentes). O movimento de Magia do Caos se originou no final de 1970 na Inglaterra, e até a década de 1990 permaneceu no meio underground; a sua ocorrência está associada ao crescimento do interesse no oculto entre as comunidades de jovens, e à subcultura. A máxima central deste tipo de prática é "se funciona, usa-a". A Magia do Caos usa o estado de Gnose, através de práticas como meditação, música, dança, uso de ervas, dor, ou orgasmos, como forma de realizar práticas divinatórias ou outras práticas mágicas.
Apesar de algumas práticas serem diretamente relacionadas à Magia do Caos - tal como o uso de "sigilos" (vide Sigilo (magia)) e o uso de "servidores" (vide Servidor) -, este tipo de práticas é normalmente baseado em sistemas de crenças individuais, e de base adogmática. Alguns Magos do Caos acreditam que algumas destas práticas constituem uma forma de paradigma de pirataria (Lifehacks). Algumas fontes comuns neste tipo de inspiração incluem áreas diversas como ficção científica, teorias científicas, teorias da conspiração, shamanismo, filosofia oriental, religiões, e experiências individuais. Apesar de enorme variação, os Magos do Caos frequentemente trabalham com paradigmas caóticos, incluindo humorísticos, como Hundun do Taoísmo e Éris do discordianismo.
A Magia do Caos é caracterizada pelo uso de ambas as técnicas tradicionais, baseadas em sistemas místicos orientais e ocidentais já existentes, e novas, desenvolvidas pelo próprio magista. Entre estes últimos, deve-se notar o método de sigilação de Austin Spare, além de conjuntos próprios de símbolos mágicos (estrela do Caos, Caosfera, conceitos probabilísticos e imutabilidade, entre outros). Outra característica, de acordo com os próprios seguidores, é o amplo uso de estados alterados de consciência, incluindo transe e alguns estado de êxtase que os proponentes da Magia do Caos chamam de Gnosis (não confundir a compreensão do termo com a sua interpretação tradicional hermética).

## História

### Influencias
Austin Osman Spare era inicialmente envolvido com a Ordem da Golden Dawn, e também com outras ordens como a O.T.O e a Astrum Argentum de Aleister Crowley; porém, mais tarde se afastou delas para trabalhar independentemente.
Dali em diante ele iria desenvolver práticas e teorias que iriam, após a sua morte, influenciar profundamente a I.O.T. Especificamente, Spare desenvolveu o uso de sigilos, e técnicas envolvendo estados de êxtase para dar poder a estes sigilos. Spare também foi pioneiro no desenvolvimento de um "alfabeto sagrado pessoal", e, sendo um artista plástico talentoso, usou imagens como parte de sua técnica de magia. A maior parte dos trabalhos recentes em sigilos remete ao trabalho de Spare: a construção de uma frase detalhando o intento mágico, seguida da eliminação de letras repetidas e a recombinação artística (normalmente simétrica) das letras restantes em uma só imagem formando o sigilo (para outros métodos, vide Sigilo (magia)).
Após a morte de Aleister Crowley (e a do então obscuro Spare), a magia praticada pelos ocultistas remanescentes no Reino Unido tendeu a se tornar cada vez mais experimentalista, pessoal, e bem menos ligada às tradições mágicas estabelecidas pelas ordens. Reações a isso incluem a disponibilidade pública de informações que eram secretas até antes do século XX (especialmente nos trabalhos publicados por Crowley e Israel Regardie), o Zos Kia Cultus (nome do estilo de magia radicalmente inortodoxa de Austin Osman Spare), a influência do Discordianismo e seu popularizador Robert Anton Wilson, o Dadaísmo, e a grande popularização da magia causada por cultos folcloristas embasados em sistemas mágicos de Crowley, como a Wicca, e o uso de drogas psicodélicas.
Toda uma série de músicos e artistas relacionados com a prática do rock and roll, e da música pop, viriam a ser influenciados pelo pensamento de Aleister Crowley, a saber, entre os mais conhecidos: os Beatles, Black Sabbath, Led Zeppelin, Sonic Youth, David Bowie entre outrosBrett, Rachel (17 de novembro de 2017). «Occultist Aleister Crowley's Influence On Popular Music». Louder Than War (em inglês). Consultado em 27 de março de 2022

#### Brasil
No Brasil, nomes como Zé do Caixão, ou Raul Seixas, viriam a ser altamente influenciados, pelo pensamento do mago que se auto-denominava, como a grande besta 666 (Fernando Pessoa telo-á feito ver que a leitura do mapa astral que o fazia ver isto em si estava, afinal, errada, nomeadamente no âmbito da sua correspondência com o mago oculista, e posteriormente, no seu encontro na Boca do Inferno em Sintra).[carece de fontes?]

### Origens e primeiros passos
O termo Magia do Caos apareceu pela primeira vez no Liber 0 (também chamado Liber Null) de Peter J. Carroll, publicado pela primeira vez em 1978. Nele, Carrol formulou vários conceitos de magia radicalmente diferentes daqueles considerados "mistérios mágicos" na época de Crowley. Este livro, junto ao Psychonaut (1981) do mesmo autor, mantém importantes fontes. magistas que se alinham a estas ideias costumam se chamar de várias formas, evitando repetir a mesma. Algumas destas formas de nomenclatura são: "Caoísta", "Caota", "Magista do Caos", "Caoticista", "Eriano", "Discordista", "Caoseiro", dentre outros tantos nomes - por vezes muito bem humorados e/ou pouco polidos.
Carroll também co-fundou com Ray Sherwin O Pacto Mágico dos Illuminates of Thanateros, ou, na abreviatura mais conhecida, I.O.T., uma organização que continua a pesquisa e desenvolvimento da Magia do Caos hoje em dia. A maior parte dos autores e praticantes renomados de Magia do Caos mencionam afiliação ou algum grau de influência a esta. Porém, a Magia do Caos tem como característica marcante ser uma das vertentes de magia menos organizadas do mundo, fazendo isso propositalmente.
O nome Caos, e consequentemente a estrela do caos, forma extraídos de um romance de Carroll: Michael Moorcock's "Elric of Melniboné - The Sage From the end of time". No entanto, Carroll não o definiu como o ponto de origem para o seu simbolismo. No seu trabalho tardio "Liber Kaos(...)", ele apresentou um sistema de magia baseado no "The Color of Magic" (1983), de Terry Pratchett's. Desta vez, ele apontou numa nota de rodapé para a origem do sistema e para a literatura.

## Quebra de Paradigma Mágico - ou "Quebrar o Ego"
Uma das mais curiosas questões da Magia do Caos é o conceito de Quebra (ou Troca) de Paradigma Mágico, ou "Quebra do Ego". Usando o termo de Thomas Kuhn, Carroll criou a técnica de arbitrariamente modificar o modelo (ou paradigma) de magia das pessoas, uma questão principal na Magia do Caos. Através desta, o magista busca por trocar constantemente a crença em um paradigma, não apenas de forma linear como é visto nas outras pessoas, mas de forma objetiva e proposital, ziguezagueando entre crenças diferentes (e geralmente contraditórias) e "se aproveitando" dos resultados que elas geram, sem ficar preso a nenhuma.
Esta quebra é encontrada não apenas em ritos mágicos, mas também nos círculos psicanalíticos, através da chamada "quebra do ego". E, de fato, muitos Caoístas uniram a Magia do Caos ao uso de diversas ciências modernas, entre elas a Psicologia e a Psicanálise.
Como a base de trabalho dos ritos caoístas consiste na total desconstrução de estruturas rumo ao Caos (daí o nome Caoísmo), uma técnica muito utilizada no treinamento pessoal dos caoístas é a chamada "quebra do ego", que consiste em negar e trocar gostos pessoais como uma forma de banimento pessoal, indo contra tudo aquilo que o ego acredita, gerando em si mesmo a desconstrução buscada pela Magia do Caos. Um exemplo de quebra do ego é por exemplo, um vegetariano comer carne. Aqui cabe a imaginação ao magista, para aplicar estes exercícios em âmbitos profissionais, sexuais, familiares, religiosos, entre outros, e conseguir permanecer são - podendo ser até este conceito questionado.
O principal mote da Magia do Caos é: Nada é verdadeiro, tudo é permitido - atribuído a Haçane Saba - , líder da Ordem dos Assassinos que impôs seu poderio no Oriente Médio medieval, influenciando os Templários, e consequentemente as ordens de magia contemporâneas que neles se inspiraram.
Como o "Fazes o que tu queres há de ser toda a Lei" de Crowley, essa frase é por vezes mal compreendida e interpretada de forma literal como "Não há verdade, então faça o que você quiser", quando "Nada é verdadeiro, tudo é permitido" significa algo como "Não existe uma verdade objetiva fora da percepção pessoal; assim sendo, qualquer coisa pode ser verdadeira e possível a priori".
A ideia é que a crença é uma ferramenta que pode ser aplicada à vontade de formas conscientes. Alguns magistas do caos creem que ter crenças não usuais e por vezes bizarras é interessante como uma forma de considerar a flexibilidade de crenças e utilizá-las a seu dispor.

## Magia do Caos no Brasil
A cada ano, novos magistas se tornam adeptos deste meta-sistema mágico, especialmente no Brasil. Encontra-se em plena atividade a sede sul-americana da I.O.T. com reuniões, em sua sede, no Rio de Janeiro. Mas neste mesmo método mágico há os magistas independentes, que trabalham na divulgação da Magia do Caos, mesmo não pertencendo à I.O.T. ou a qualquer outra ordem iniciática deste meta sistema mágicko.